# Reinhold-Maier-Turm

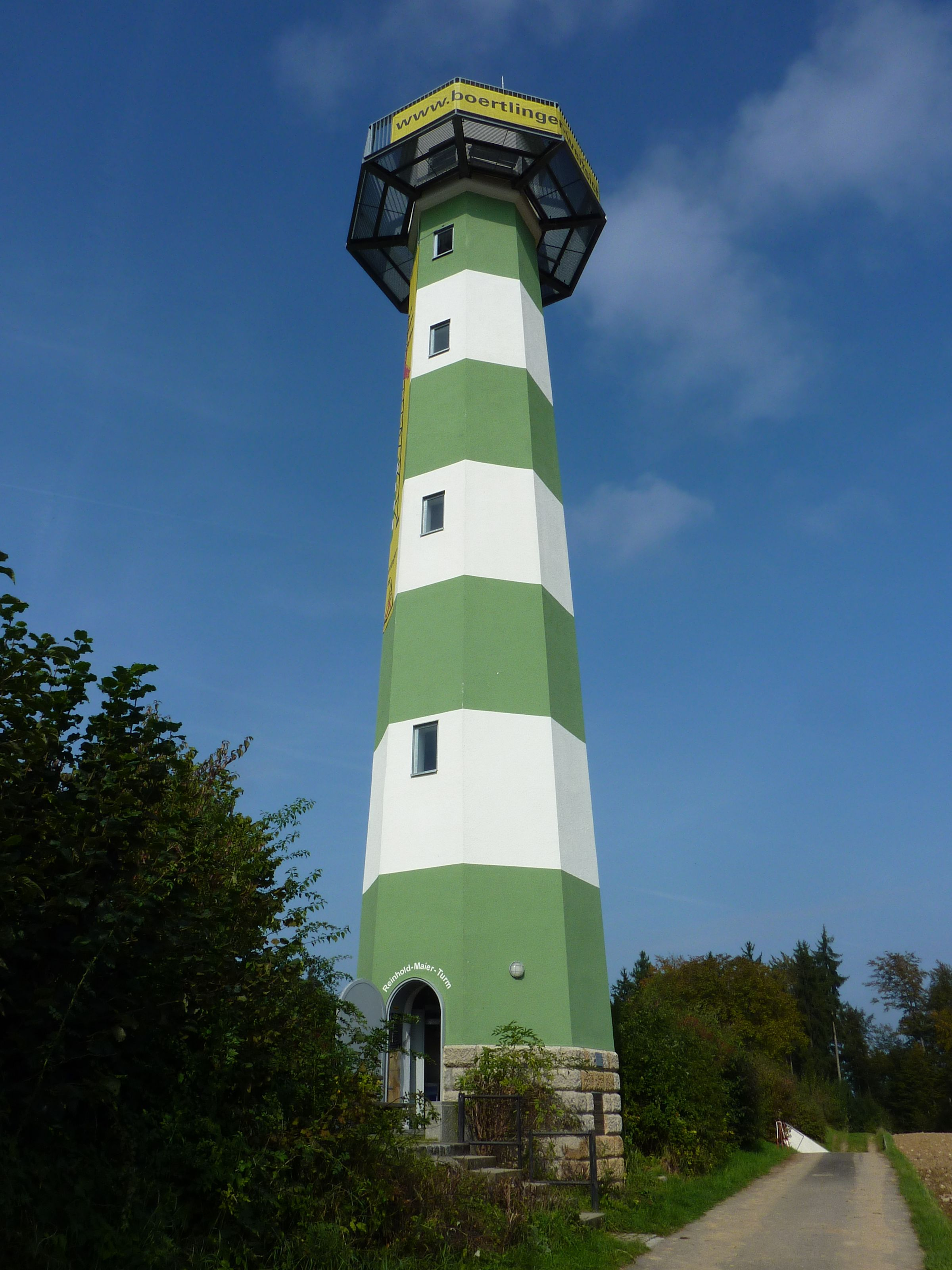
Der Reinhold-Maier-Turm

Der Reinhold-Maier-Turm ist ein zum Aussichtsturm umgebauter ehemaliger Wasserturm an der Kaiserstraße zwischen Breech und Rattenharz. Er bietet unter anderem einen Blick auf die drei Kaiserberge Staufen, Stuifen und Rechberg.

## Geschichte des Pendelturms
Um 1900 herrschte in Teilen Württembergs großer Mangel an Trinkwasser. 1909 legte die Stadt Stuttgart ein Gutachten vor, in dem der Bezug von Trinkwasser aus dem Nordschwarzwald oder dem Bodensee diskutiert wurde. Als Alternative sah man die Gewinnung von Wasser im Donauried bei Niederstotzingen. Herbeigeleitet werden sollte das Wasser durch die Täler von Brenz, Kocher und Rems.
Die Entscheidung fiel schließlich zugunsten dieses Vorschlags. Gewichtige Argumente waren die Tatsache, dass das Donauried in Württemberg und nicht in Baden lag, dass die zu erwartende Wassermenge größer war als die im Nordschwarzwald vermutete und dass nur ein Höhenunterschied von 86 Metern ausgeglichen werden musste, wenn die Leitung bei Aalen über die Schwäbische Alb geführt werden würde. Im Gegensatz dazu wäre bei der Heranführung von Wasser aus dem Bodensee ein Niveauunterschied von 310 Metern auszugleichen gewesen.
Das Projekt wurde staatlich koordiniert und finanziert. 14,5 Millionen Mark wurden bereitgestellt, um die Städte Stuttgart, Esslingen, Ellwangen, Schwäbisch Gmünd und 31 weitere Gründungsmitglieder mit Wasser zu versorgen. Der Bau der Anlagen sollte in drei Jahren vollendet werden.
Ende 1912 waren die ersten Brunnen bei Niederstotzingen gebohrt und bei Fellbach die ersten Rohre der Fernleitung verlegt. Mit dem Ausbruch des Ersten Weltkriegs gerieten die bis zu diesem Zeitpunkt planmäßig verlaufenen Arbeiten ins Stocken, doch 1916 war der Pendelturm an der Kaiserstraße errichtet und am 3. August 1916 erhielt die Rombachgruppe erstmals Trinkwasser aus dem Donauried. Offiziell begann der Betrieb der Wasserversorgung jedoch erst am 1. Juli 1917.
Die Anlage Breech, zu der der heutige Reinhold-Maier-Turm gehörte, stand an der Hauptleitungsstraße. Sie bestand aus einem unterirdischen Wasserbehälter, in dessen beiden Speicherkammern 10 000 Kubikmeter Wasser Platz fanden, einer Stromgewinnungsanlage und dem etwa 25 Meter hohen Pendelturm. In diesem Turm stieg eine Leitung auf, die den Zweck hatte, Druckschwankungen des ankommenden Wassers auszugleichen, damit die Rohrleitungen nicht überlastet wurden. Acht Kleinturbinen wandelten die überschüssige Wasserenergie in elektrische Energie um.

## Umbau und Namensgebung

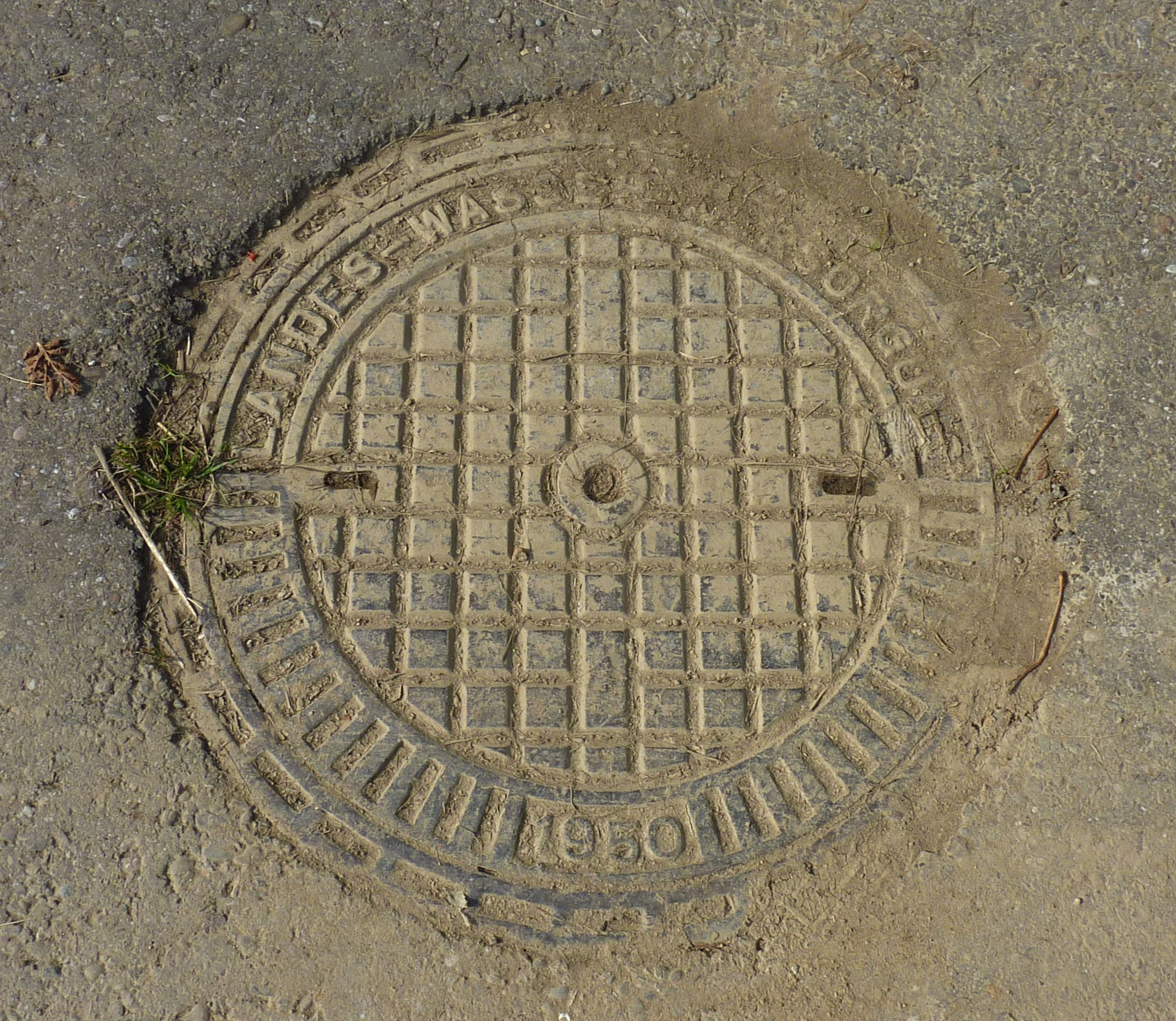
Schachtdeckel von 1950

Ende der 1990er Jahre war der Pendelturm für die Wasserversorgung nicht mehr nötig; 2007 wurde der Abriss beantragt. Dagegen regte sich Widerstand in der Börtlinger Bevölkerung. Schließlich übergab die Landeswasserversorgung in Stuttgart den Turm der Gemeinde Börtlingen für 99 Jahre zur Nutzung und gewährte außerdem einen Zuschuss von 40.000 Euro zur Sanierung des Bauwerks. Weitere Fördergelder in Höhe von 56.000 Euro erhielt die Gemeinde 2008 über das Projekt „Regionaler Landschaftspark Schurwald“, das vom Verband Region Stuttgart unterstützt wurde. Etwa 12.000 Euro wurden außerdem von rund 100 Börtlinger Bürgern gespendet. Nach einer Bürgerbefragung, in der sich zahlreiche Personen für das Konzept der Umgestaltung in einen Aussichtsturm ausgesprochen hatten, stimmte auch der Börtlinger Gemeinderat für dieses Projekt. 2009 lag die Baugenehmigung vor und bis April 2010 war die Umgestaltung des Turmes samt Anbau der Aussichtsplattform, der 26.000 Euro Mehrkosten bedeutete, vollzogen.
2009 wurde die Benennung des Turmes nach Reinhold Maier beschlossen. Reinhold Maier, erster Ministerpräsident des Landes Baden-Württemberg, liebte das „Kaisersträßle“, das unmittelbar an der Anlage vorbeiführte, und unternahm dort oft Spaziergänge. Überliefert ist, dass er 1955 einer Breecher Bäuerin unerkannt einen Dienst erwies; die Frau hatte ihn gebeten, einen Gugelhupf zu ihrer Tochter, die im Nachbarort im Wochenbett lag, zu bringen, da sie selbst wegen der Heuernte dazu keine Zeit hatte. Maier entledigte sich dieses Auftrags wunschgemäß und die Börtlinger Einwohner tragen seitdem den Spitznamen „Gugelhupfer“. Als der Pendelturm zum Aussichtsturm umfunktioniert wurde, taufte man ihn auf den Namen Maiers.

## Aussichts- und Abseilturm
Die Steigleitung im Inneren des Turmes wurde entfernt. Die Namen der Spender sind an den Treppenstufen und -absätzen zu lesen; an den Wänden des Turmes ist eine Dokumentation zur Geschichte der Wasserversorgung auf dem Schurwald ab der Zeit um 1900 sowie über Reinhold Maier und seine Politik zu sehen.
Die Wendeltreppe führt zu einem Turmumlauf, von dem man sich aus etwa 20 Metern Höhe abseilen kann. Der Reinhold-Maier-Turm ist von Mai bis Oktober an Wochenenden sowie an Feiertagen geöffnet, ansonsten auf Anmeldung. Das Angebot, sich von dem grün-weiß-gestreiften Turm abzuseilen, besteht allerdings nicht zu allen Öffnungsterminen.